# Pozsonyi út
Pozsonyi út est une voie de Budapest, capitale de la Hongrie.

## Situation
Elle est située dans Újlipótváros, quartier du 13e arrondissement dont elle est l'une des voies principales. Parallèle au Danube, elle relie la place Jászai Mari tér au sud à la rue Bessenyei utca au nord.

## Dénomination
Son nom fait référence à Pozsony, nom hongrois de Bratislava.

## Lieux et monuments
C'est une rue arborée avec quelques restaurants et commerces.
- Le parc Saint-Étienne est traversé par la rue.
- Le temple réformé, situé à l'extrémité nord de la rue, est construit entre 1936 et 1940.

## Transports
Elle est parcourue par les lignes de trolleybus  75 et  76.